# Запис миро Ђорђевића храст (Мирковци)
Запис миро Ђорђевића храст (Мирковци) се налази на парцели чији је власник Ђорђевић Аца.

## Локација
| Општина             | Пирот                                                            |
| Катастарска општина | Мирковци                                                         |
| Потес               | Радоња                                                           |
| Координате          | 43° 20′ 11″ С; 22° 30′ 05″ И / 43.336399999999998° С; 22.5014° И |
| Надморска висина    | 845m                                                             |

## Карактеристике
Дендрометријске вредности утврђене на терену и сателитским снимцима:
| Стабло                     | Храст |
| Висина стабла              | m     |
| Обим дебла                 | m     |
| Пречник крошње             | 7m    |
| Пречник дебла              | m     |
| Висина дебла до прве гране | m     |

## База записа
Запис је у оквиру Викимедија пројекта "Запис - Свето дрво" заведен под редним бројем 0864.